# Гаплогруппа R-Z2103
Гаплогруппа R-Z2103 или R1b1a1b1b (Y-ДНК) — гаплогруппа Y-хромосомы человека.

## Палеогенетика

### Бронзовый век
Ямная культура
- I0443 | SVP57 __ Lopatino II (kurgan 3, grave 1) __ Лопатино (Красноярский район), Самарская область, Россия __ 3300–2700 BCE (4950 BP) __ М __ R1b1a1a2a (L23) > R-Z2103 # W3a1a.[1][2]

- I18801 __ Mogila (mound 1, grave 25) __ Могила (Ямболская область), Болгария __ 3000–2500 BCE (4700±144 BP) __ М __ R1b1a1b1 (R-Z2103) # H+152.[3]

- RISE550.SG __ Peshany V (kurgan 1, grave 3) __ Ремонтненский район, Ростовская область, Россия __ 3334-2635 calBCE (4312±94 BP, IGAN-2880) __ M __ R1b1a1a2 (M269) > R-Z2103 # U5a1i.[1][2]

- RK1001.C0101 | BZNK-034/4 __ Rasshevatskiy 1 (kurgan 21, grave 11) __ Расшеватская, Новоалександровский район, Ставропольский край, Россия __ 2879-2673 calBCE (4171±22 BP, MAMS-29816) __ М __ R1b1a2 # U5a1d.[4]

Северокавказская культура
- LYG001.A0101 | BZNK-297/1 __ Lysogorskaya 6 (kurgan 3, grave 4) __ Лысогорская, Георгиевский район, Ставропольский край, Россия __ 2863-2581 calBCE (4122±23 BP, MAMS-29825) __ М __ R1b1a2 # H13a1a2.[4]

Чемурчекская культура
- YAG001 | AT-590A __ Yagshiin Khuduu (barrow 3) __ Булган (Ховд), Монголия __ 2574-2459 calBCE (3980±25 BP) __ М __ R1b1a2a2 (R-CTS1078) # T1a1.[5][6]

Езерская культура
- I19457 __ Tell Ezero; Burial no. 1, sample 38 __ Нова-Загора (община), Сливенская область, Болгария __ 2500–2250 BCE (4325±72 BP) __ М __ R1b1a1b1 (R-Z2103) # T2d2.[3]

Катакомбная культура
- SA6003.B0101 | BZNK-010/2 __ Sharakhalsun 6 (kurgan 2, grave 9) __ Шарахалсун, Туркменский район, Ставропольский край, Россия __ 2474-2211 calBCE (3890±40 BP, GIN-12400) __ М __ R1b1a2 # U2e3a.[4]

### Железный век
Лациум
- R1016 | RMPR 1016 __ Castel di Decima Tomba no. 206, R petrous __ Помеция, Рим, Лацио, Италия __ 900–700 BCE __ М __ R1b1a2 (M269) > R-Z2103 # H1aj1a.[7]

## Публикации
2015
- Mathieson I, Lazaridis I, Rohland N; et al. (Декабрь 2015). Genome-wide patterns of selection in 230 ancient Eurasians. Nature. 528 (7583): 499–503. doi:10.1038/nature16152. PMC 4918750. PMID 26595274. {{cite journal}}: Явное указание et al. в: |author= (справка)Википедия:Обслуживание CS1 (множественные имена: authors list) (ссылка)

2018
- Mathieson I, Alpaslan-Roodenberg S, Posth C; et al. (Март 2018). The genomic history of southeastern Europe. Nature. 555 (7695): 197–203. doi:10.1038/nature25778. PMC 6091220. PMID 29466330. {{cite journal}}: Явное указание et al. в: |author= (справка)Википедия:Обслуживание CS1 (множественные имена: authors list) (ссылка)

2019
- Wang CC, Reinhold S, Kalmykov A; et al. (Февраль 2019). Ancient human genome-wide data from a 3000-year interval in the Caucasus corresponds with eco-geographic regions. Nature Communications. 10 (1). doi:10.1038/s41467-018-08220-8. PMC 6360191. PMID 30713341. {{cite journal}}: Явное указание et al. в: |author= (справка)Википедия:Обслуживание CS1 (множественные имена: authors list) (ссылка)
- Antonio ML, Gao Z, Moots HM; et al. (Ноябрь 2019). Ancient Rome: A genetic crossroads of Europe and the Mediterranean. Science. 366 (6466): 708–714. doi:10.1126/science.aay6826. PMC 7093155. PMID 31699931. {{cite journal}}: Явное указание et al. в: |author= (справка)Википедия:Обслуживание CS1 (множественные имена: authors list) (ссылка)

2020
- Jeong C, Wang K, Wilkin S; et al. (Ноябрь 2020). A Dynamic 6,000-Year Genetic History of Eurasia's Eastern Steppe. Cell. 183 (4): 890-904.e29. doi:10.1016/j.cell.2020.10.015. PMC 7664836. PMID 33157037. {{cite journal}}: Явное указание et al. в: |author= (справка)Википедия:Обслуживание CS1 (множественные имена: authors list) (ссылка)

2021
- Wang CC, Yeh HY, Popov AN; et al. (Март 2021). Genomic insights into the formation of human populations in East Asia. Nature. 591 (7850): 413–419. doi:10.1038/s41586-021-03336-2. PMC 7993749. PMID 33618348. {{cite journal}}: Явное указание et al. в: |author= (справка)Википедия:Обслуживание CS1 (множественные имена: authors list) (ссылка)

2022
- Lazaridis I, Alpaslan-Roodenberg S, Acar A; et al. (Август 2022). The genetic history of the Southern Arc: A bridge between West Asia and Europe. Science. 377 (6609): eabm4247. doi:10.1126/science.abm4247. PMID 36007055. {{cite journal}}: Явное указание et al. в: |author= (справка)Википедия:Обслуживание CS1 (множественные имена: authors list) (ссылка)